# Lago Squincio
Il lago Squincio è un piccolo lago di origine glaciale dell'appennino tosco-emiliano, sul confine tra l'Emilia-Romagna e la Toscana, nei comuni di Monchio delle Corti e di Comano.

## Descrizione
Il lago fa parte del Parco regionale delle Valli del Cedra e del Parma, noto anche come "Parco dei cento laghi".  
Si trova ad una quota di 1 240 metri s.l.m., ha una profondità massima di 3 metri e una superficie di circa 3 ha. Come per gli altri laghi d'alta quota la profondità e la superficie sono variabili in funzione delle precipitazioni atmosferiche, dello scioglimento delle nevi e dell'evaporazione dovuta all'irraggiamento solare. I valori indicati sono pertanto indicativi.
Fa parte del bacino idrografico del Cedra, affluente di sinistra dell'Enza. È sbarrato verso est da una diga costruita negli anni venti a servizio della centrale idroelettrica di Rigoso. L'emissario è un piccolo rio che conduce al lago Paduli. 
È dominato dal monte Malpasso (m 1 716), posto circa 3 km a ovest del lago. 
Per accedere al lago, la via più breve è dalla strada provinciale n. 665 R (ex strada statale 665 Massese). Dopo la frazione di Rigoso di Monchio delle Corti procedere per circa 2 km, poi prendere il percorso CAI n. 703 (segnalato sulla destra). In circa mezz'ora si può raggiungere il lago Squincio.